# Salvador Martínez Surroca
Salvador Martínez Surroca (Cieza, 8 de febrer de 1901 - Barcelona, 21 d'agost de 1974) fou un futbolista català de la dècada de 1920.

## Trajectòria
Nascut a la Regió de Múrcia, de jove es traslladà a Sant Just Desvern. Fou un jugador de futbol que milità a diversos clubs catalans entre 1920 i 1932. La seva etapa més coneguda es correspon amb els seus anys al Futbol Club Barcelona, on hi jugà durant diverses temporades entre 1920 i 1926. En aquest equip coincidí amb el president Gamper i amb companys com ara Zamora, Samitier o Alcántara. L'existència a la plantilla del jugador Vicenç Martínez feu que, des de ben aviat, se'l conegués al món del futbol pel seu segon cognom, Surroca. Ocupà la demarcació de defensa, on hi destacà per la seva contundència, de la que donà sobrada mostra, per exemple, durant la final de la copa del rei de 1922. L'esdeveniment tingué lloc al camp vigués de Coya on, durant la segona meitat, una topada del jugador del Real Union Patricio amb Surroca provocà un gran escàndol. El partit es suspengué durant més de vint minuts, amb invasió de camp inclosa. Finalment el Barça s'imposaria per un contundent 1-5. Al seu retorn a Barcelona l'equip fou rebut per la multitud amb celebracions sense precedents.
El 1926 ingressà al FC Lleida i el 1927 pel CE Manresa. El 1929 Salvador Martínez Surroca guanyà una plaça com a mestre i recalà al poble del Talladell, a la província de Lleida. Allà compaginà la seva tasca docent amb la pràctica del futbol amateur a l'equip del FC Tàrrega, on jugà les temporades de 1929-30, 1930-31 i 1931-32. Durant aquesta darrera campanya aconseguí el campionat provincial de Lleida.